# Ближние Камыши
Бли́жние Камыши́ (укр. Ближні Комиші, крымскотат. Yaqın Qamış, Якъын Къамыш) — исчезнувшее село Феодосийского горсовета Республики Крым, включённое в состав Феодосии, сейчас — дальняя северо-восточная окраина города.

## История
Первые поселения на месте села встречаются на карте 1842 года, на которой хутора Леонова и Наипкой обозначены условным знаком «малая деревня», то есть, менее 5 дворов. Уже на трёхверстовой карте Шуберта 1865—1876 года в деревне Большие Камыши обозначен 41 двор, на верстовой карте Крыма 1890 года в селении Ближние Камыши обозначено 56 дворов с русским населением.
После земской реформы 1890-х годов деревню приписали к Владиславской волости. По «…Памятной книжке Таврической губернии на 1892 год» в деревне Камыши ближние, не входившей ни в одно сельское общество, числилось 313 безземельных жителей, домохозяйств не имеющих. По Статистическому справочнику Таврической губернии. Ч.II-я. Статистический очерк, выпуск пятый Феодосийский уезд, 1915 год, в селе Камыши Ближние Владиславской волости Феодосийского уезда числилось 97 дворов (все дворы безземельные) с русским населением в количестве 630 человек только «посторонних» жителей, из которых 344 мужчин и 286 женщин. Жители землёй не владели, в хозяйствах имелось 224 лошади, 28 волов и 107 коров.
После установления в Крыму Советской власти, по постановлению Крымревкома от 8 января 1921 года была упразднена волостная система и село вошло во вновь созданный Владиславовский район Феодосийского уезда в состав Владиславовского сельсовета, а в 1922 году уезды получили название округов. 11 октября 1923 года, согласно постановлению ВЦИК, в административное деление Крымской АССР были внесены изменения, в результате которых округа ликвидировались и Владиславовский район стал самостоятельной административной единицей. Декретом ВЦИК от 04 сентября 1924 года «Об упразднении некоторых районов Автономной Крымской С. С. Р.» в октябре 1924 года район был преобразован в Феодосийский и село включили в его состав. В 1925 году, в свете Постановления совещания по Советскому строительству при ЦИК СССР от 3 апреля 1925 года «Об увеличении числа сельсоветов», бы образован Ближне-Камышанский сельсовет. Согласно Списку населённых пунктов Крымской АССР по Всесоюзной переписи 17 декабря 1926 года, в селе Камыши Ближние, центре Ближне-Камышского сельсовета Феодосийского района, числилось 108 дворов, из них 102 крестьянских, население составляло 459 человек, из них 285 русских и 173 украинца, 1 записан в графе «прочие», действовала русская школа I ступени (пятилетка). 15 сентября 1931 года Феодосийский район был упразднён и село включили в состав Старо-Крымского, а с образованием в 1935 году Кировского — в состав нового района.
После освобождения Крыма от фашистов, 12 августа 1944 года было принято постановление № ГОКО-6372с «О переселении колхозников в районы Крыма» и в сентябре того же года в район приехали первые переселенцы, 428 семей, из Тамбовской области, а в начале 1950-х годов последовала вторая волна переселенцев. С 1954 года местами наиболее массового набора населения стали различные области Украины. С 25 июня 1946 года Дальние Камыши в составе Крымской области РСФСР, а 26 апреля 1954 года Крымская область была передана из состава РСФСР в состав УССР. 10 августа 1954 года сельсовет упразднили и Ближние Камыши вошли в состав Берегового сельсовета. Указом Президиума Верховного Совета УССР «Об укрупнении сельских районов Крымской области», от 30 декабря 1962 года Кировский район был упразднён и село присоединили к Ленинскому району. 1 января 1965 года, Указом Президиума ВС УССР «О внесении изменений в административное районирование УССР — по Крымской области», вновь включили в состав Кировского. В период с 1968 по 1977 годы село включили в состав Феодосии.